# Katla (serie de televisión)
Katla es una serie de televisión web islandesa de drama, thriller y ciencia ficción creada por Sigurjón Kjartansson y Baltasar Kormákur para Netflix. Protagonizada por Guðrún Ýr Eyfjörð, Íris Tanja Flygenring, Ingvar Sigurdsson y Aliette Opheim, sigue a las desventuras del pueblo de Vik, después de que el volcán subglacial Katla haya explotado un año antes. La paz de los residentes se verá perturbada cuando dobles de ellos emerjan de las profundidades. La primera temporada tuvo un estreno mundial el 17 de junio de 2021, contando con ocho episodios y recibiendo críticas generalmente positivas.
La serie se basa en una amenaza real. Se ha detectado un aumento en la actividad sísmica alrededor del volcán Katla desde la erupción de Eyjafjallajökull en 2010, cuya ceniza cerró los cielos europeos al tráfico aéreo durante varios días, provocando enormes interrupciones de comerciales y de viajes. Alrededor de 20.000 vuelos fueron cancelados en Europa el 15 de abril de ese año, cerrándose aeropuertos y espacios aéreos sobre la mayor parte del norte y centro del continente. Esto se debió a que la segunda erupción del Eyjafjallajökull arrojó unos 250 millones de metros cúbicos de ceniza volcánica a la atmósfera, alcanzando una altura de 11 kilómetros. El presidente islandés, Ólafur Grímsson, dijo en aquel entonces que la erupción del Katla es de esperar.

## Sinopsis
La catastrófica erupción del volcán subglacial Katla trastorna a una comunidad cercana a medida que el hielo empieza a revelar antiguos y siniestros misterios. 

## Reparto
- Guðrún Ýr Eyfjörð como Gríma.
- Íris Tanja Flygenring como Ása.
- Ingvar Sigurdsson como Þór.
- Aliette Opheim como Gunhild.
- Þorsteinn Bachmann como Gísli.
- Haraldur Stefansson como Einar.
- Sólveig Arnarsdóttir como Magnea.
- Baltasar Breki Samper como Kjartan.
- Birgitta Birgisdóttir como Rakel.
- Björn Thors como Darri.
- Helga Braga Jónsdóttir como Vigdís.
- Guðrún Gísladóttir como Bergrún.
- Jóhanna Friðrika Sæmundsdóttir como Brynja.
- Hlynur Harðarson como Mikael.
- Valter Skarsgård como Björn.

## Episodios
| N.º | Título                                        | Dirigido por        | Escrito por          | Fecha de lanzamiento original |
| --- | --------------------------------------------- | ------------------- | -------------------- | ----------------------------- |
| 1 | «From Under the Glacier» «Debajo del glaciar» | Baltasar Kormákur   | Sigurjón Kjartansson | 17 de junio de 2021           |
| Un año después de la erupción del volcán Katla, los supervivientes siguen afrontando las secuelas y los malos recuerdos. Una mujer impregnada de ceniza emerge súbditamente del glaciar. |                                               |                     |                      |                               |
| 2 | «Ása»                                         | Baltasar Kormákur   | Baltasar Kormákur    | 17 de junio de 2021           |
| Una visita inesperada capta toda la atención de Grima: su hermana muerta ha revivido. Darri y Gunhild hacen caso al llamado del volcán mientras la tierra se mueve bajo sus pies. |                                               |                     |                      |                               |
| 3 | «The Mother» «La madre»                       | Baltasar Kormákur   | Baltasar Kormákur    | 17 de junio de 2021           |
| Grima experimenta la fría y cruel realidad de la vida en el remoto pueblo de Vik. Darri estudia su extraño descubrimiento en secreto, su hijo, Mikael, que falleció hace un tiempo en un accidente, volvió a la vida cubierto de ceniza. Gunhild confronta a la recién llegada. |                                               |                     |                      |                               |
| 4 | «This is Not Him» «No es él»                  | Thora Hilmarsdottir | Sigurjón Kjartansson | 17 de junio de 2021           |
| Grima regresa al campamento en busca de respuestas, mientras Darri descubre que su hijo ha llamado a su madre, Rakel. Rakel llega a Vik a toda prisa a encontrarse con su hijo, el cual parece haber traído intenciones oscuras. Dividido, Thor está cada vez más cautivado. |                                               |                     |                      |                               |
| 5 | «Northerly Winds» «Vientos del norte»         | Börkur Sigþórsson   | Baltasar Kormákur    | 17 de junio de 2021           |
| Una revelación impactante da lugar a una vorágine de preguntas en lugar de proporcionar un final. Rakel escapa con su hijo de Darri, quien ha llamado a Protección de Menores. Cuando descubre que tiene intenciones siniestras, ella lo deja abandonado. La traumática historia amenaza con repetirse cuando se desata una tormenta de cenizas. |                                               |                     |                      |                               |
| 6 | «Grima»                                       | Börkur Sigþórsson   | Baltasar Kormákur    | 17 de junio de 2021           |
| Grima se encuentra cara a cara con un misterio total que intenta comprender. Rakel cambia de parecer. Gísli lidia con una llegada inesperada del glacial. Mikael asesina a una pareja que pretende rescatarle, causando así un sangriento accidente. |                                               |                     |                      |                               |
| 7 | «The Rock» «De otro sistema solar»            | Börkur Sigþórsson   | Baltasar Kormákur    | 17 de junio de 2021           |
| En la escena del accidente, Rakel, quien se arrepiente de lo que hizo, se desahoga con Grima y la policía. Darri examina curiosamente la grieta en busca de respuestas. Ása se suicida en el mar, mientras Grima recuerda que su madre hizo exactamente lo mismo hace décadas. |                                               |                     |                      |                               |
| 8 | «I Am You» «Yo soy tú»                        | Baltasar Kormákur   | Sigurjón Kjartansson | 17 de junio de 2021           |
| La verdad sale a la luz y el miedo aumenta. Grima se ve incapaz de mostrarle al novio de su doble que ella existe. Rakel y Darri ahogan a su hijo en el mar. Gísli ve como el lazo amoroso con su familia se corrompe y sufre las consecuencias. Las dos Grima juegan a la ruleta rusa y aparentemente muere la sustituta. La tormenta enfurece y se aproxima a Vik con más fuerza. La sustituta y la esposa del comisario se internan en el foco del volcán. Una horda de 7 u 8 personas cubiertas de cenizas se levanta de los glaciares. |                                               |                     |                      |                               |

## Producción

### Desarrollo
Kormákur desarrolló la serie con la ayuda del estudio cinematográfico RVK (del cual es propietario) durante varios años hasta que llevó el proyecto a Berlinale en 2017, donde se pensó que varias emisoras lineales mostraban interés. Baltasar, como creador de la serie dirigió el piloto planeado para el inicio de Katla, además de producirlo a través de su estandarte islandés RVK Studios. En ese entonces dijo que estaba interesado en «replicar» el mismo modelo que uso en Trapped, en donde reclutó a directores prometedores, tanto de Islandia como otros países, para trabajar en el programa.

### Rodaje
Kormákur habló sobre su experiencia en el rodaje de la serie. Recuerda haberle dicho a Screen Daily: «Vinimos a filmar a Katla en Vík, que suele ser el lugar turístico más concurrido de Islandia». Comentó sobre las dificultades que tuvo al rodar la primera temporada en medio de la pandemia de COVID-19: «En lugar de rendirme, filmé unos 300 días este año [2020]». Kormákur reveló antes del estreno de la serie que estaba buscando a un elenco internacional para interpretar a científicos y extranjeros en Reykjavik, su ciudad natal. «Islandia ofrece un escenario atractivo para una serie como Katla, porque es un país que solo tiene 300.000 habitantes y atrae a más de 2 millones de turistas cada año. Entonces, un desastre natural de ese alcance tendría un impacto masivo», confesó Baltasar en el Festival Internacional de Cine de Berlín. la segunda temporada empieza el 20 de agosto de 2022

## Estreno
Katla tuvo un estreno mundial el 17 de junio de 2021. El portal de noticias Deadline recopiló un informe que revelaba que la primera temporada tendría un total de ocho episodios, antes del estreno de la serie.

## Recepción crítica
Katla recibió críticas generalmente positivas por parte del público y la audiencia. En el agregador de reseñas Rotten Tomatoes, la primera temporada tiene un 100% de aprobación por parte de los críticos, y un 78% de la audiencia. En la edición del idioma español de Rotten Tomatoes, Tomatazos, las revisiones de los críticos le proporcionaron un 100% de aprobación a la primera temporada.  Jonathan Wilson, al escribir para Ready Steady Cut y darle una puntuación de 4 estrellas sobre 5, dijo: «Su rica atmósfera y sus fascinantes misterios mantienen su interés incluso aunque se tome su tiempo en llegar al meollo [...]». Karina Adelgaard, de Heaven of Horror, elogió sus elementos «atrapantes», y la comparó con Dark, aunque no llegue al «mismo nivel». Greg Wheeler escribió: «Como cimientos de una segunda temporada, Katla hace un buen trabajo, pero a veces se hace pesada y laboriosa [...]» para The Review Geek.